# 經濟心理學
經濟心理學(Economic Psychology)亦稱心理經濟學，是研究人們對生產關係、經濟政策及經濟機制之心理反映規律的科學。經濟心理學是由經濟學、管理學和心理學相互結合的一門新興學科。心理經濟學是20世紀中葉後逐步形成的，美國管理學家弗里德里克·溫斯羅·泰勒曾對勞動心理作過研究，而作為一門獨立學科是1970年代才正式建立的。

## 研究內容
經濟心理學的主要研究內容有：
1、人們在社會經濟活動中的一般心理特徵；
2、勞動者的心理狀態與勞動生產率的相互關係及其表現形式；
3、所有不同制度形式下的勞動者之社會心理行為；
4、符合勞動者心理特點之經營管理措施與方法；
5、不同年齡、性別、職務所表現的特殊心理現象；
6、人們對經濟發展狀況、產品供求狀況、新技術和新產品的應用與消費情況的心理反映等。